# Sabina (film 1917 Neher)
Sabina è un cortometraggio muto del 1917 diretto da Louis Neher e Richard Edon (secondo Film Portal e Early Cinema; altre fonti citano come regista il solo Neher).
Tra gli interpreti appare il nome di Rita Sacchetto, all'epoca una nota ballerina tedesca che diventò anche attrice cinematografica. Prese parte ad alcuni film danesi, mentre in Germania fu protagonista di due sole pellicole, sempre diretta da Louis Neher.

## Trama
Innamorato di una danzatrice, uno scienziato crea per lei un elisir di eterna giovinezza. Ma, quando la donna si rivelerà infedele, l'uomo la priva della magica pozione.

## Produzione
Il film fu prodotto dalla Oliver-Film GmbH (Berlin).

## Distribuzione
Il visto di censura del film venne pubblicato nel novembre 1916. La prima si tenne a Berlino, nel febbraio 1917.
Nello stesso anno, uscì un altro Sabina, una pellicola italiana che aveva come protagonista la danzatrice Stacia Napierkowska.